# Gemeenschappelijk veiligheids- en defensiebeleid

Venndiagram van EU- en NAVO-lidmaatschappen.

Het Gemeenschappelijk veiligheids- en defensiebeleid (GVDB), voorheen bekend als het Europees veiligheids- en defensiebeleid (EVDB), is een wezenlijk onderdeel van het Gemeenschappelijk buitenlands en veiligheidsbeleid (GBVB van de Europese Unie (EU). Het is het terrein van EU-beleid over defensie en militaire aspecten en ook management van burgerlijke crises. Het EVDB was de opvolger van de Europese Veiligheids- en Defensie-identiteit onder de NAVO, maar het verschilt ervan omdat het onder de jurisdictie van de Europese Unie valt, waaronder lidstaten die geen deel uitmaken van de NAVO.
Formeel gezien is het gemeenschappelijk veiligheids- en defensiebeleid het terrein van de Europese Raad, een EU-instelling waar regeringsleiders van lidstaten elkaar ontmoeten. Echter speelt de hoge vertegenwoordiger van de Unie voor Buitenlandse Zaken en Veiligheidsbeleid, momenteel Josep Borrell, ook een belangrijke rol. Als voorzitter van het buitenlandse betrekkingenbeleid van de Raad, bestudeert en bereidt de hoge vertegenwoordiger besluiten voor om genomen te worden voordat ze aan de Raad worden voorgelegd.
Het Europese defensiebeleid heeft verschillende paden gevolgd sinds de jaren 1990, waarbij het zich ontwikkelde binnen de West-Europese Unie, de NAVO en de Europese Unie zelf.

## Geschiedenis

### Achtergrond 1945–54
Kort na de Tweede Wereldoorlog werden door meerdere landen op verschillende terreinen stappen gezet in het streven een nieuwe oorlog en vergelijkbare gruweldaden te voorkomen. De volgende vroege ontwikkelingen droegen er toe bij om uiteindelijk te komen tot een gemeenschappelijk Europees veiligheids- en defensiebeleid. Het Verdrag van Duinkerke (1947) tussen het Verenigd Koninkrijk en Frankrijk was een bondgenootschap en overeenkomst tot wederzijdse steun tegen een toekomstige nieuwe Duitse aanval. Deze overeenkomst werd in 1948 overgeheveld naar het militaire artikel 4 van het Verdrag van Brussel, waar ook Benelux-landen zich bij aansloten. Om de verdragsdoelen te bereiken, werd de Western Union Defence Organisation (WUDO) opgericht in 1948 met een geallieerde Europese commandostructuur onder de Britse veldmaarschalk Montgomery. In 1949 traden de Verenigde Staten en Canada toe tot de alliantie en haar wederzijdse defensieafspraken middels het Noord-Atlantisch Verdrag met het artikel 5, de clausule van wederzijdse defensie, die verschilt van het Verdrag van Brussel omdat het niet per se een militaire reactie inhield. In 1950 werd de Europese Defensiegemeenschap (EDC) voorgesteld, die in opzet vergelijkbaar was met de Europese Gemeenschap voor Kolen en Staal, maar de ondertekening sneuvelde in het Franse parlement door gaullistische en communistische weerstand. De WUDO ging uiteindelijk op in de Noord-Atlantische Verdragsorganisatie (NAVO) enerzijds en de West-Europese Unie (WEU) anderzijds; West-Duitsland en Italië sloten zich bij beide aan, de bezetting van West-Duitsland beëindigd en defensiefocus verschoof van Duitsland naar de Sovjet-Unie.

## Petersbergtaken
Op 19 juni 1992 nam de WEU de Petersbergtaken aan, die waren ontwikkeld om de mogelijke destabilisatie van Oost-Europa na de val van het communisme in 1989 te kunnen ondervangen; vooral de Joegoslavische oorlogen baarden zorgen. De WEU zelf had geen staand leger, maar was afhankelijk van de samenwerking tussen haar leden. De kerntaken waren:
- Humanitaire en -reddingstaken
- Vredeshandhavingstaken ("peacekeeping")
- Taken van strijdkrachten voor crisismanagement, waaronder het (met geweld) afdwingen van vrede ("peacemaking")

## Europees Defensiefonds
Het Europees Defensiefonds (EOF) is een onderdeel van het gemeenschappelijk veiligheids- en defensiebeleid dat tot doel heeft de nationale investeringen in defensieonderzoek te coördineren en te verhogen en de interoperabiliteit tussen de nationale strijdkrachten te verbeteren. Het werd in 2016 voorgesteld door toenmalig Commissievoorzitter Jean-Claude Juncker en in 2017 opgericht.